# Frederick Corfield
Sir Frederick Vernon Corfield (* 1. Juni 1915; † 25. August 2005) war ein britischer Rechtsanwalt und Politiker der Conservative Party, der von 1955 bis 1974 Mitglied des House of Commons war und 1970 bis 1971 Minister für Luftfahrtbeschaffung sowie anschließend 1971 und 1972 Raumfahrtminister war.

## Leben

### Militärische Laufbahn, Zweiter Weltkrieg und Farmer
Corfield war der Sohn von Frederick Alleyne Corfield, einem Brigadegeneral der British Indian Army, und dessen Ehefrau Mary Graham Vernon. Nach dem Besuch des Cheltenham College absolvierte er eine militärische Ausbildung am Royal Military Academy Woolwich und trat 1935 seinen Militärdienst bei der Royal Artillery an. Nachdem er von 1935 bis 1939 seinen Dienst in Indien geleistet hatte, wurde er 1939 zu Beginn des Zweiten Weltkrieges zur British Expeditionary Force (BEF) nach Frankreich versetzt.
1940 war er Angehöriger der 51st (Highland) Division und wurde für seine militärischen Verdienst im Kriegstagebuch erwähnt (Mentioned in dispatches). Während des Westfeldzuges und den damit verbundenen Erfolgen der deutschen Wehrmacht wurde seine Infanteriedivision jedoch aufgerieben und er selbst geriet 1940 in deutsche Kriegsgefangenschaft. Während dieser bis 1945 dauernden Gefangenschaft studierte Corfield, der zuletzt zum Captain befördert wurde, im Kriegsgefangenenlager Oflag IX A/Z in Rotenburg an der Fulda Rechtswissenschaften.
Nach seiner Rückkehr nach England erhielt Corfield 1945 seine anwaltliche Zulassung bei der Anwaltskammer (Inns of Court) von Middle Temple. Zunächst arbeitete er im juristischen Stab der British Army (Judge Advocate General), beendete diese Tätigkeit aber bereits 1946 und war danach rund zehn Jahre lang als Farmer tätig. Anfangs bewirtschaftete er die seiner Familie gehörende Farm in Oxfordshire, ehe er eine Farm in Gloucestershire erwarb.

### Unterhausabgeordneter und Juniorminister
Nach seinem Umzug nach Gloucestershire trat Corfield der Conservative Party bei, die ihn 1952 zu ihrem Kandidaten für die Unterhauswahlen am 26. Mai 1955 im Wahlkreis South Gloucestershire nominierte. Dieser Wahlkreis wurde bislang von einem der führenden Vordenker der Labour Party und späteren Außenminister, Anthony Crosland, vertreten. Bei den Wahlen am 26. Mai 1955, bei den Anthony Eden die konservativen Tories zum zweiten Wahlsieg nacheinander führte, konnte sich Corfield mit 1.726 Stimmen Vorsprung gegen den neuen Kandidaten der Labour Party, Edward S.D. Bishop, durchsetzen.
Unmittelbar nach seinem Einzug in das House of Commons legte er eine – allerdings abgelehnte – Gesetzesinitiative (private member’s bill) zur Verbesserung der Entschädigungen bei zwangsweisen Landverkäufen vor. Darin spiegelten sich seine juristischen Kenntnisse bei Enteignungen sowie Stadt- und Landplanung wider. Anschließend war er von 1956 bis 1962 Sekretär des Landwirtschaftsausschusses seiner Fraktion sowie zwischen 1957 und 1958 Vorsitzender von dessen Unterausschuss für Kleinbauernhöfe. Im Februar 1958 legte er – entgegen dem Ratschlag der Regierung – seine Gesetzesinitiative erneut vor. Dieses Mal wurden die darin dargestellten Grundsätze Bestandteil des 1959 verabschiedeten Stadt- und Grafschaftspanungsgesetzes (Town and Country Planning Act). Sein erstes Regierungsamt bekleidete er von Januar bis Oktober 1959 als Parlamentarischer Privatsekretär von Airey Neave, der bis zu seinem Herzinfarkt Unterstaatssekretär im Luftfahrtministerium war.
Am 16. Juli 1962 wurde Corfield von Premierminister Harold Macmillan im Rahmen der umfangreichen Regierungsumbildungen (Nacht der langen Messer) zum Parlamentarischen Sekretär beim Minister für Wohnungsbau und Kommunalverwaltung Keith Joseph und bekleidete diese Funktion bis zum Ende der Amtszeit von Macmillans Nachfolger Alec Douglas-Home am 16. Oktober 1964. In dieser Funktion befasste er sich insbesondere mit dem sogenannten „Rachmanismus“, einem durch Schutzgelderpressung geprägten Immobilienskandal in London, der nach dem berüchtigten Grundstücksspekulanten Peter Rachman benannt wurde.

### Oppositionsjahre und Minister im Kabinett Heath
Nach der Niederlage der Tories bei den Unterhauswahlen vom 15. Oktober 1964 wurde Corfield Mitglied des 1922-Komitees, einem Zusammenschluss der Hinterbänkler der Conservative Party. Während der ersten Labour-Regierung von Premierminister Harold Wilson war er von 1964 bis 1965 zunächst Sprecher der Opposition für Ländereien und natürliche Ressourcen sowie anschließend zwischen 1965 und 1970 Oppositionssprecher für Luftfahrt.
Am 15. Oktober 1970 wurde Corfield von Premierminister Edward Heath in das neugeschaffene Amt des Minister für Luftfahrtbeschaffung (Minister for Aviation Supply) in dessen Kabinett berufen, das am 1. Mai 1971 wieder abgeschafft und dessen Aufgaben dem Verteidigungsministerium übertragen wurden. Anschließend wurde er am 1. Mai 1971 Raumfahrtminister (Minister for Aerospace) und bekleidete dieses Amt bis zu seiner Ablösung durch Michael Heseltine am 7. April 1972. In diesem Funktionen beschäftigte er sich maßgeblich mit den Unfähigkeit der Rolls-Royce Group, die enormen Kosten bei der Entwicklung des Dreiwellentriebwerkes Rolls-Royce RB211 für die Lockheed L-1011 TriStar aufzubringen. Dies führte schließlich zur Verstaatlichung der Triebwerksabteilung des Unternehmens, was angesichts des grundsätzlichen Festhaltens der Conservative Party am freien Unternehmertum eine große Kontroverse darstellte.
Nach seiner Entlassung durch Premierminister Heath am 7. April 1972 wurde Corfield zum Knight Bachelor geschlagen und führte fortan den Namenszusatz „Sir“. Bei den Unterhauswahlen am 28. Februar 1974 verzichtete Corfield auf eine erneute Kandidatur, da er keinen Glauben mehr an der Wirtschaftspolitik der Regierung Heath hatte.
1979 wurde Corfield schließlich Richter (Recorder) am Crown Court, dem britischen Strafgerichtshof, und war an diesem bis 1987 tätig. Seine 1945 mit Elizabeth Corfield geschlossene Ehe war kinderlos.

## Veröffentlichungen
- Corfield On Compensation (1959)
- A Guide To The Community Land Act (1976)